# Saint Joseph, Michigan
Saint Joseph este un oraș și sediul comitatului Berrien GR6 din statul  Michigan,  Statele Unite ale Americii. A fost încorporat ca sat (village) în anul 1834. iar ca oraș în 1891.  Conform recensământului din 2000, localitatea avea 8.789 de locuitori la 1 aprilie.
Saint Joseph se găsește pe țărmul lacului Michigan, la gura de vărsare a râului omonim, Saint Joseph River, la circa 100 de km (sau 60 de mile) est-nordest de Chicago. Saint Joseph găzduiește festivalul Venetian Festival, un eveniment care atrage zeci de mii de oameni pe malurile lacului în fiecare an. Saint Joseph este de asemenea orașul gazdă a Societății americane a inginerilor agricoli și biologici (conform, American Society of Agricultural and Biological Engineers).
Saint Joseph și Benton Harbor sunt cunoscute local ca Orașele gemene (conform, "Twin Cities").

## Istoric

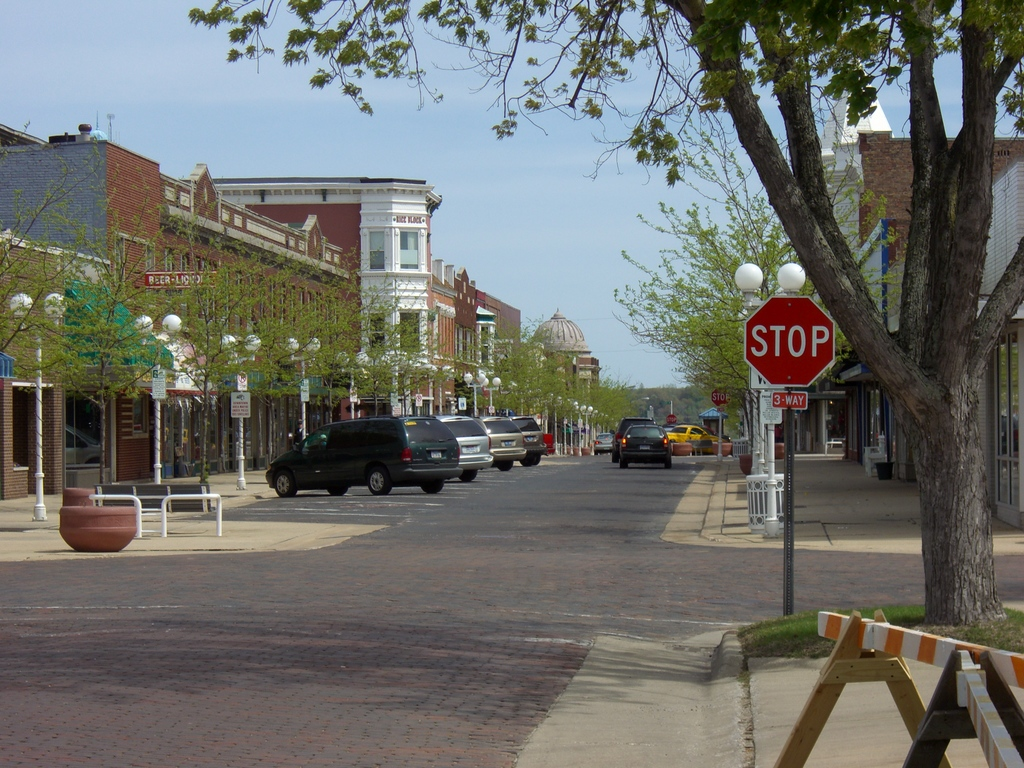
Zi de primăvară - Downtown Saint Joseph, mai 2007.

Gura râului Saint Joseph a fost un important punct pentru călătorii și comerț al amerindienilor, precum și un punct cheie al rutei dintre Marile Lacuri și fluviul Mississippi. Atât tribul Miami cât și Potawatomi au utilizat această rută și zona ca un loc de rezidență temporară. Râul Saint Joseph a fost locul de întâlnire cu Drumul Sauk (conform, Sauk Trail), care fusese pentru mult timp calea majoră de comunicare pe uscat de-a lungul statului Michigan de astăzi. În 1669, gura râului a fost descoperită de exploratori europeni. Astfel, explotaorul francez René-Robert Cavelier, Sieur de La Salle a construit Fort Miami pe o colină care permitea supravegherea Lacului Michigan. În 1679, La Salle și oamenii săi au așteptat un vas, Le Griffon, care nu s-a mai întors niciodată. Atunci când vasul a fost considerat pierdut, La Salle împreună cu toți oamenii săi au efectuat prima traversare pe uscat a Peninsulei inferioare (conform, Lower Peninsula of Michigan) de către europeni.

### Istoric economic
În 1911, Louis, Emory și Frederick Upton au pornit o companie care producea mașini de spălat rufe. Curând, afacerea a prosperat extraordinar, continuând să prospere până în ziua de azi. În 1929,  Upton Machine Company a fuzionat cu Nineteen Hundred Corporation, menținând numele acesteia din urmă până în prezent.

## Geografie
Conform datelor culese de United States Census Bureau, orașul are a suprafață de 15.5 km² (sau 6.0 sq mi), dintre care 8.9 km² (sau 3.4 square miles) ete uscat și restul de 6.6 km² (sau 2.5 sq mi), reprezentând 42.64 %, este apă.

## Artă și cultură
În completare a Venetian Festival, Saint Joseph este co-gazda festivalului Blossomtime Festival împreună cu Benton Harbor.
Festivalul de artă Krasl Art Fair on the Bluff este ținut în parcul Lake Bluff Park în fiecare an după week-endul care urmează după 4 iulie.

## Guvern local
| Nume             | Titlu              | Anul alegerii |
| ---------------- | ------------------ | ------------- |
| Robert Judd      | Primar             | 1997          |
| Michael Garey    | Primar pro tempore | 1999          |
| Jeffery Richards |                    | 1984          |
| Mary Goff        |                    | 1986 (a)      |
| Fran Chickering  |                    | 2007 (b)      |

## Educație
- Saint Joseph High School (Bears)
- Lake Michigan Catholic (Lakers)
- Lake Michigan College
- Trinity Lutheran School (Kingsmen)
- Michigan Lutheran High School (Titans)
- Grace Lutheran School (Hornets)

## Media
Saint Joseph are ca ziar local The Herald-Palladium, ale cărui oficii sunt lângă Saint Joseph Township, fiind parte a South Bend/Elkhart television market; respectiv de stațiile de radio locale WCSY, WCSY-FM, WCXT, WIRX, WSJM, WSJM-FM și WYTZ în zona  South Bend market.

## Transporturi

### Drumuri
- I-94
- I-94 Business Loop.
- I-196 begins just northeast of Benton Harbor/St. Joseph
- US 31
- M-63
- M-139

### Cale ferată
- Stația de cale ferată Saint Joseph este deservită de linia Amtrak numită Pere Marquette.

## Transporturi (industriale) pe apă
| Companie  | Bunuri                  | Număr de vase | Tonaj   |
| --------- | ----------------------- | ------------- | ------- |
| Consumers | Gresie, nisip și zgură  | 27            | 277.106 |
| Dock 63   | Gresie, piatră și nisip | 13            | 171.187 |
| Lafarge   | Ciment în vrac          | 27            | 185,250 |
| Total     |                         | 67            | 633,543 |

Tonajul în anii anteriori fusese
| An   | Număr de vase | Tonaj     |
| ---- | ------------- | --------- |
| 2000 | 69            | 770.189   |
| 2001 | 87            | 1.118.964 |
| 2002 | 82            | 665.917   |
| 2003 | 90            | 794.572   |
| 2004 | 85            | 767.975   |

## Oameni notabili
- Michael Joseph Green, episcop Romano-catolic
- Benjamin Franklin King, Jr., scriitor și umorist
- Amy Robach, co-gazdă a emisiune de televiziune Today Show a rețelei NBC
- Fred Upton, politician (Casa Reprezentanților U.S. House of Representatives)
- Frederick Upton, co-fondator a Whirlpool Corporation
- Louis Upton, co-fondator a Whirlpool Corporation
- Karen Ziemba, actriță, cântăreață și dansatoare